# مکس والیر
 مکس والیر (آلمانی: Max Valier؛ زاده ۹ فوریهٔ ۱۸۹۵ درگذشته ۱۷ مهٔ ۱۹۳۰) یک فیزیک‌دان اهل اتریش بود که در انجمن موشک Verein für Raumschiffahrt موفق به ساخت موشک سوخت مایع شد. در ۱۷ می ۱۹۳۰ میلادی، موتور موشکی که با الکل کار می‌کرد در محل آزمایشش در برلین منفجر شد که باعث مرگ او شد.